# Dipluridae
Dipluridae Simon, 1889 è una famiglia di ragni appartenente all'infraordine Mygalomorphae.

## Etimologia
Il nome deriva dal greco διπλόος, diplòos, cioè doppio, duplice, duplicato, e οὐρὰ, urà, cioè coda proprio per la caratteristica di possedere una doppia coda, ed il suffisso -idae, che designa l'appartenenza ad una famiglia.

## Caratteristiche
I ragni di questa famiglia posseggono una doppia appendice posteriore, una doppia coda più o meno manifesta. Non hanno il rastellum (spazio ravvicinato di creste parallele) su ognuno dei cheliceri. La filiera di mezzo è molto più corta di quelle laterale e posteriore, composte di tre segmenti molto allungati, fino a toccare l'opistosoma.
Hanno una certa variabilità di dimensioni, a partire da Microhexura montivaga (specie in via di estinzione) che misura solo 3 millimetri, fino ai 15 millimetri di specie del genere Euagrus. La specie troglobia Masteria caeca è completamente priva di occhi.

## Comportamento
Gli appartenenti a questa famiglia costruiscono ragnatele a forma di imbuto piuttosto grossolane ed irregolari in crepe del terreno, sotto alberi caduti o fogliame. I generi Diplura, Trechona e alcuni Linothele formano cunicoli rigati di seta al posto delle tele.

## Distribuzione

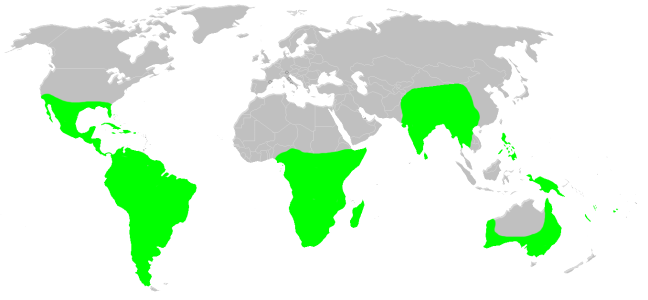
Dipluridae - distribuzione

All'altezza dei tropici sono ragni pressoché cosmopoliti. La maggior parte si reperisce in America centrale e meridionale e alcuni generi in Australia.
Il genere Indothele in India e Sri Lanka. Il genere Ischnothele è neotropicale, cioè diffuso in America centro-meridionale, con alcune specie in India. I generi Leptothele e Thelechoris sono reperibili in Africa e Madagascar. Il genere Phyxioschema in Asia centrale. Negli Stati Uniti è comune l'Euagrus che costruisce le sue ragnatele sotto le pietre dei canyon dell'Arizona.

## Interazione umana
Non vi è prova diretta della pericolosità del suo veleno, ma è bene prendere precauzioni nei confronti delle specie di taglia più grande appartenenti ai generi Diplura, Harmonicon, Linothele e Trechona. Il velenosissimo genere Atrax era inizialmente collocato in questa famiglia, ora fa parte degli Hexathelidae.

## Tassonomia
Attualmente, a novembre 2020, si compone di 7 generi per complessive 92 specie e comprende anche tre generi e tre specie fossili, raggruppati qui in sottofamiglie seguendo la classificazione di Joel Hallan:
- Diplurinae Simon, 1889

- Diplura C. L. Koch, 1850 —  America meridionale (Brasile, Argentina, Venezuela, Bolivia, Paraguay, Ecuador), Cuba (20 specie)
- Harmonicon F. O. P-Cambridge, 1896 — Guiana francese, Brasile (3 specie)
- Linothele Karsch, 1879 — America meridionale (Brasile, Ecuador, Colombia, Venezuela, Perù, Guyana) (22 specie)
- Trechona C. L. Koch, 1850 — Brasile (3 specie)

- Masteriinae Simon, 1889

- Masteria L. Koch, 1873 — Caraibi, America centrale e meridionale, Oceania, Australia (22 specie)
- Siremata Passanha & Brescovit, 2018 - Brasile
- Striamea Raven, 1981 — Colombia (2 specie)

### Sottofamiglie e generi trasferiti
- Andethele Coyle, 1995[3] — Perù (3 specie)
- Indothele Coyle, 1995[3] — India (4 specie)
- Ischnothele Ausserer, 1875[3] — dal Messico all'Argentina, Caraibi, India (12 specie)
- Lathrothele Benoit, 1965[3] — Africa (Congo, Ruanda, Burundi, Camerun, Costa d'Avorio, Isola Sao Tomé) (4 specie)
- Thelechoris Karsch, 1881[3] — Africa, Madagascar (2 specie)

- Australothelinae Bond, Opatova & Hedin, 2020[4]

- Allothele Tucker, 1920 — Africa (Sudafrica, Malawi, Congo, Angola) (5 specie)
- Australothele Raven, 1984 — Australia (Queensland e Nuovo Galles del Sud) (7 specie)
- Carrai Raven, 1984 — Nuovo Galles del Sud (1 specie)
- Cethegus Thorell, 1881 — Australia occidentale e meridionale (12 specie)
- Namirea Raven, 1984 — Australia (Queensland e Nuovo Galles del Sud) (7 specie)
- Stenygrocercus Simon, 1892 — Nuova Caledonia (6 specie)

- Euagrinae Raven, 1979[4]

- Caledothele Raven, 1991 — Nuova Caledonia, Australia (Victoria) (7 specie)
- Chilehexops Coyle, 1986 — Cile, Argentina (3 specie)
- Euagrus Ausserer, 1875 — dall'Arizona alla Costa Rica, Africa meridionale, Taiwan (22 specie)
- Leptothele Raven & Schwendinger, 1995 — Thailandia (1 specie)
- Microhexura Crosby & Bishop, 1925 — USA (2 specie)
- Phyxioschema Simon, 1889 — Thailandia, Asia centrale (Uzbekistan, Tagikistan) (8 specie)
- Vilchura Ríos-Tamayo & Goloboff, 2017  — Cile (1 specie)

- Orientothele Mirza, Sanap & Kunte, 2017[5] — India (1 specie)

- Troglodiplura Main, 1969 — Australia (1 specie)

## Generi fossili
- †; Clostes Menge, 1869 — fossile, Eocene, dei Diplurinae, nell'ambra baltica

- †; Clostes priscus (Menge, 1869)

- †; Cretadiplura Selden, 2005 — fossile, Cretacico inferiore, dei Diplurinae

- †; Cretadiplura ceara Selden, 2005

- †; Dinodiplura Selden, 2005 — fossile, Cretacico superiore, dei Diplurinae

- †; Dinodiplura ambulacra Selden, 2005

## Generi trasferiti
- Metriura Drolshagen & Bäckstam, 2009[7] — Brasile (1 specie)